# Dele Charley
Raymond Caleb Ayodele „Dele“ Charley (* 27. März 1948 in Freetown; † 8. Mai 1993 ebenda) war ein sierra-leonischer Autor.
Dele Charley studierte in Freetown und London und arbeitete für das Bildungsministerium.

## Werke
- Petikot Kohna, 1982 (Theater)
- Fatmata, 1983 (Theater)